# Književnost u 1850.
◄◄ | ◄ | 1847. | 1848. | 1849. | 1850.  | 1851. | 1852. | 1853. | ► | ►►
Arhitektura • Astronomija • Biologija • Fotografija • Glazba • Kazalište • Kemija • Kiparstvo • Knjige • Književnost • Kršćanstvo • Meteorologija • Medicina • Politika • Pravo • Promet • Slikarstvo • Šport • Znanost • Željeznički promet
Književnost u 1850.

## Svijet

### Rođenja
- 5. kolovoza – Guy de Maupassant, francuski književnik († 1893.)

### Smrti
- 18. kolovoza – Honoré de Balzac, francuski književnik (* 1837.)
- 4. studenog – Gustav Schwab,  njemački književnik, izdavač, pastor, pjensik, putopisac (* 1792.)

## Hrvatska i u Hrvata

### Rođenja
- 11. siječnja – Eugen Kumičić, hrvatski književnik i političar († 1904.)

## Vanjske poveznice
|  | Zajednički poslužitelj ima još gradiva o temi Književnost u 1850. |